# 구라요시역
구라요시역(일본어: 倉吉駅)은 일본 돗토리현 구라요시시에 있는 서일본 여객철도 산인 본선의 역이다. 단선 · 섬식의 형태를 합친 복합 구조의 철도 역사이다.

## 타는 곳
| 플랫폼 | 노선        | 방향   | 행선지                          | 비고                           |
| ------ | ----------- | ------ | ------------------------------- | ------------------------------ |
| 1      | ■ 산인 본선 | 하행선 | 요나고 · 마쓰에 · 이즈모시 방면 | 주로 대피 · 시발               |
| 1      | ■ 산인 본선 | 상행선 | 돗토리 · 히메지 · 교토 방면     | 주로 대피 · 시발               |
| 2      | ■ 산인 본선 | 상행선 | 돗토리 · 히메지 · 교토 방면     | '슈퍼 하쿠토'는 주로 이 승강장 |
| 3      | ■ 산인 본선 | 하행선 | 요나고 · 마쓰에 · 이즈모시 방면 |                                |
| 3      | ■ 산인 본선 | 상행선 | 돗토리 · 히메지 · 교토 방면     |                                |

## 역 주변
- 구라요시 핫 플라자 (관광 안내소)
- 미스터 도넛
- KFC
- 돗토리 단기 대학
- 돗토리 은행
- 구라요시 신용금고
- 구라요시 세무서
- 국도 제179호선

## 인접 정차역
| 서일본 여객철도 산인 본선 | 서일본 여객철도 산인 본선 | 서일본 여객철도 산인 본선 |
| ------------------------- | ------------------------- | ------------------------- |
| 마쓰자키 교토 방면        | ■ 산인 본선               | 시모호조 요나고 방면      |